# Turtle (sous-marin)
Pour les articles homonymes, voir Turtle.
Le Turtle ou American Turtle (tortue américaine, en anglais) est un des premiers sous-marin et sous-marin de poche du monde, inventé en 1775 par David Bushnell comme un moyen d’attacher des charges explosives aux navires dans un port (considérée comme la première torpille). Il est utilisé en particulier sans succès en 1776 pour une attaque de l'Armée continentale américaine de George Washington contre le navire amiral HMS Eagle (en) de la Royal Navy pendant la Guerre d'indépendance des États-Unis (1775-1783). 

## Résumé
Le gouverneur du Connecticut, Jonathan Trumbull, a recommandé l’invention à George Washington, commandant en chef de l’armée continentale américaine, qui a fourni des fonds et un soutien pour le développement et les tests de la machine. Plusieurs tentatives ont été faites à l’aide de Turtle pour apposer des explosifs sur le dessous des navires de guerre britanniques dans le port de New York en 1776. Tout a échoué et son navire de transport a été coulé plus tard cette année-là par les Britanniques avec le sous-marin à bord. Bushnell a finalement prétendu avoir récupéré la machine, mais son sort final est inconnu. Des répliques modernes de tortues ont été construites et sont exposées au Connecticut River Museum (en) au Submarine Force Library and Museum, au Royal Navy Submarine Museum et au musée océanographique de Monaco. C'est le premier sous-marin et également le premier véhicule marin connu à être propulsé par une hélice,.

## Histoire

### Conception

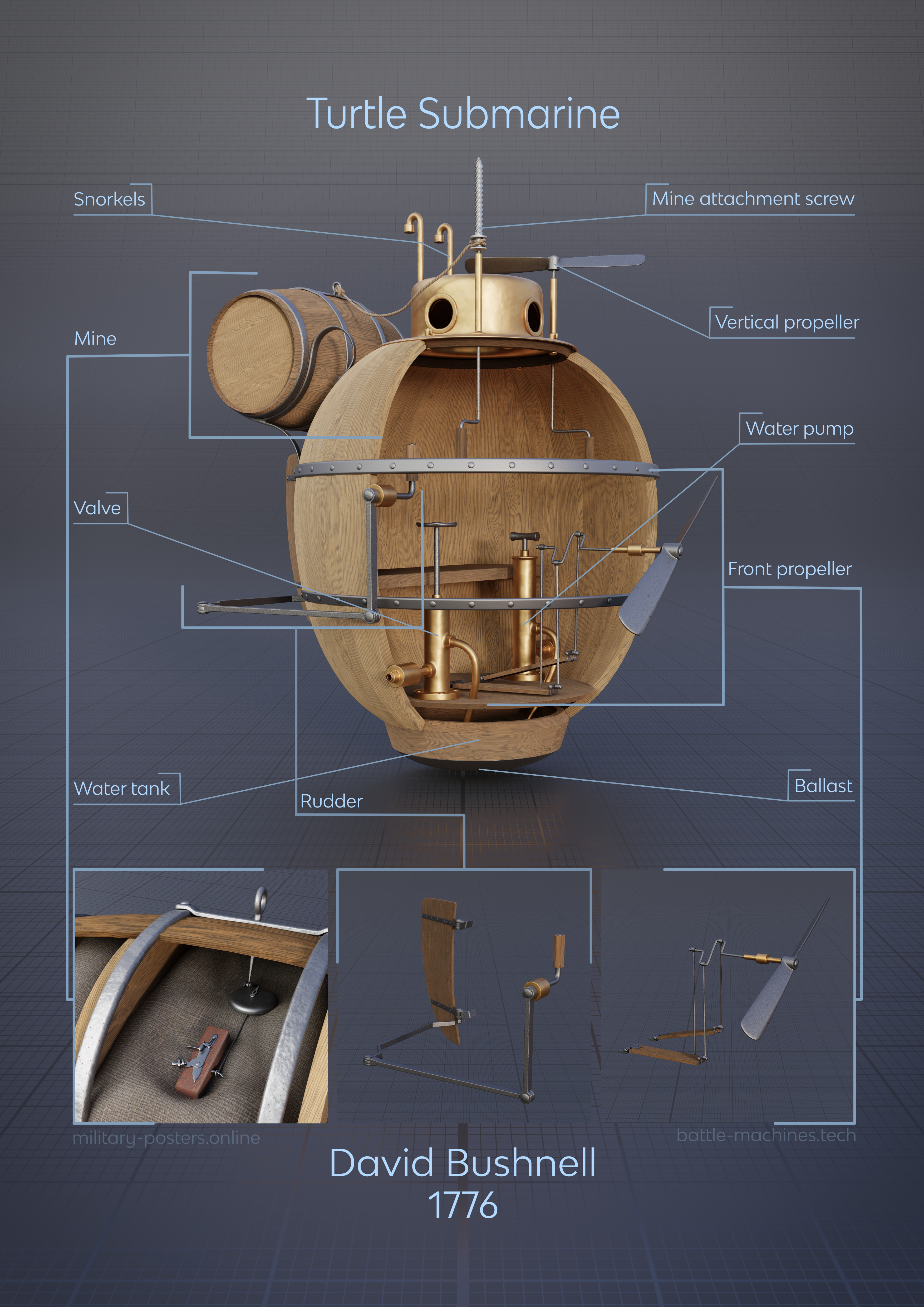

Au début des années 1770, un étudiant Patriot alors en première année à Yale, David Bushnell, commence à expérimenter des explosifs sous-marins. En 1775, avec l'accroissement des tensions entre les Treize Colonies et la Grande-Bretagne, Bushnell a pratiquement perfectionné ces explosifs. Cette même année, il commence également à travailler près d'Old Saybrook dans le Connecticut sur une petite embarcation submersible habitée en forme de tonneau qui serait capable de fixer une telle charge à la coque d'un navire. La charge serait ensuite mise à feu par un mécanisme d'horlogerie qui libérerait un mécanisme de mise à feu de fusil, probablement une platine à silex, qui aurait été adapté à cet effet. D'après le Dr Benjamin Gale, professeur à Yale, le mécanisme de mise à feu et d'autres parties mécaniques du sous-marin ont été fabriquées par un horloger de New Haven du nom d'Isaac Doolittle (en).

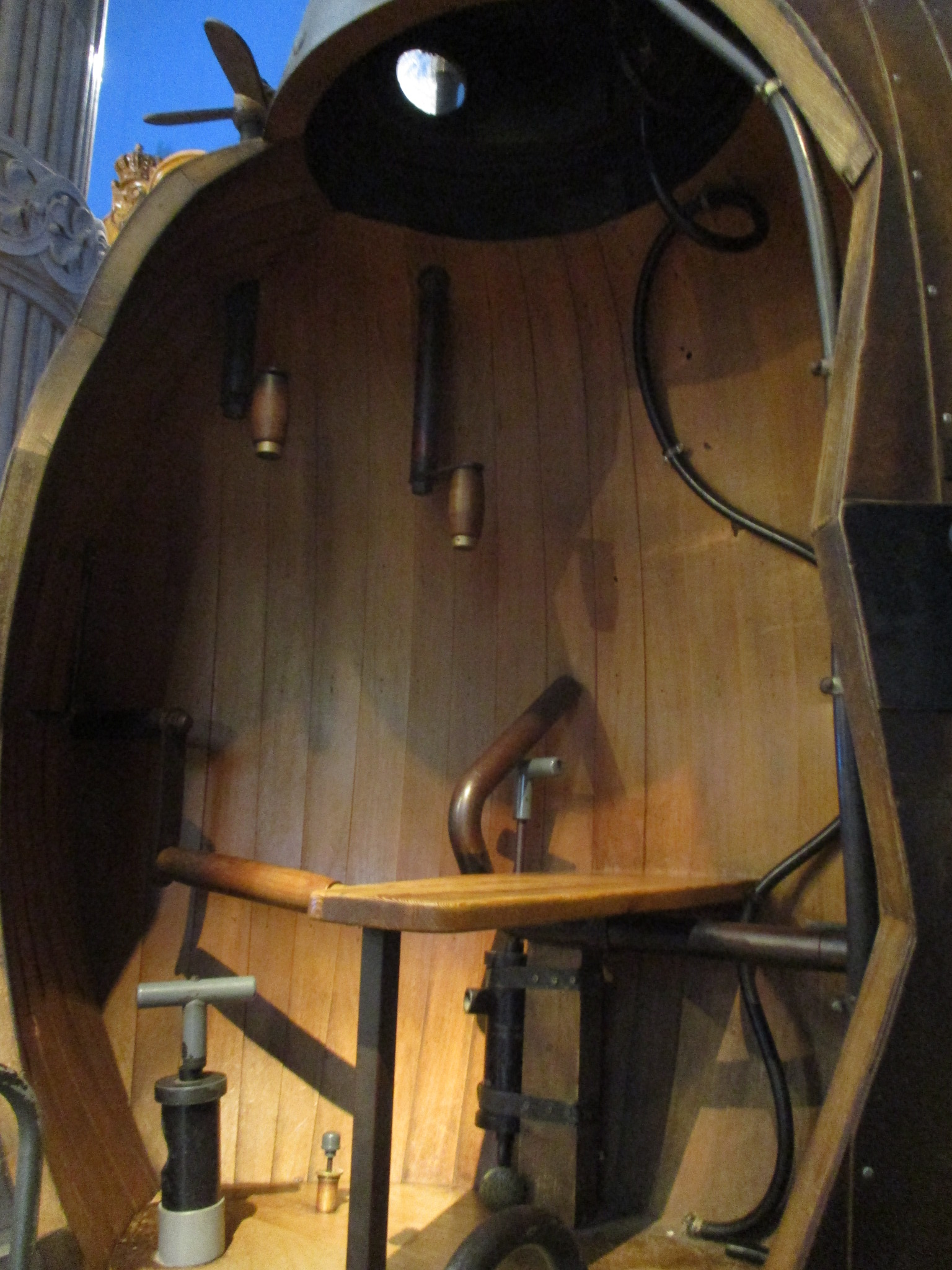
Poste de pilotage

Nommé d'après sa forme, le Turtle ressemble à une grosse palourde autant qu'à une tortue ; il fait environ 3 m de long (selon les spécifications d'origine), 1,8 m de hauteur et environ 1 m de large, et se compose de deux coques en bois recouvertes de goudron et renforcées par des bandes en acier. Il plonge en permettant à l'eau de s'introduire dans un réservoir (ballast) situé au fond de l'embarcation et remonte en expulsant l'eau par le biais d'une pompe à main. Il est propulsé verticalement et horizontalement par des hélices à manivelle, l'hélice horizontale peut être également entraînée par un mécanisme actionné par les jambes. Il dispose également d'un lest largable de 90 kg de plomb à bord, qui peut être libéré à tout moment pour augmenter la flottabilité. Occupé et dirigé par une personne, l'embarcation contenait assez d'air pour environ trente minutes et avait une vitesse en eau calme d'environ 5 km/h.

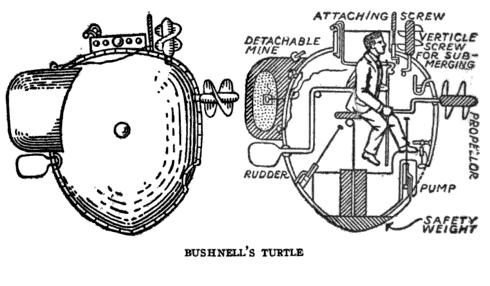
Ce schéma du XIXe siècle montre les vues de profil du Turtle. Il représente incorrectement l'hélice comme étant une hélice à vis ; comme rapporté par le sergent Lee, il s'agissait d'une hélice à pales.

La charge explosive est contenue dans une sorte de marmite fixée à l'arrière du sous marin et largable depuis l'intérieur grâce à des écrous-papillon.
Pour la fixer au navire-cible, elle est reliée par un orin (cordage) terminé par un anneau de bronze entourant l'axe d'une tarière largable entraînée par une manivelle. La méthode d'attaque suppose de positionner le sous-marin sous le navire cible, d'utiliser la tarière pour percer  le bordé du navire. La pointe de la tarière, détachable, reste plantée dans le bois avec l'orin et maintient la mine près de la quille du navire, une fois que les écrous de fixation ont été largués.

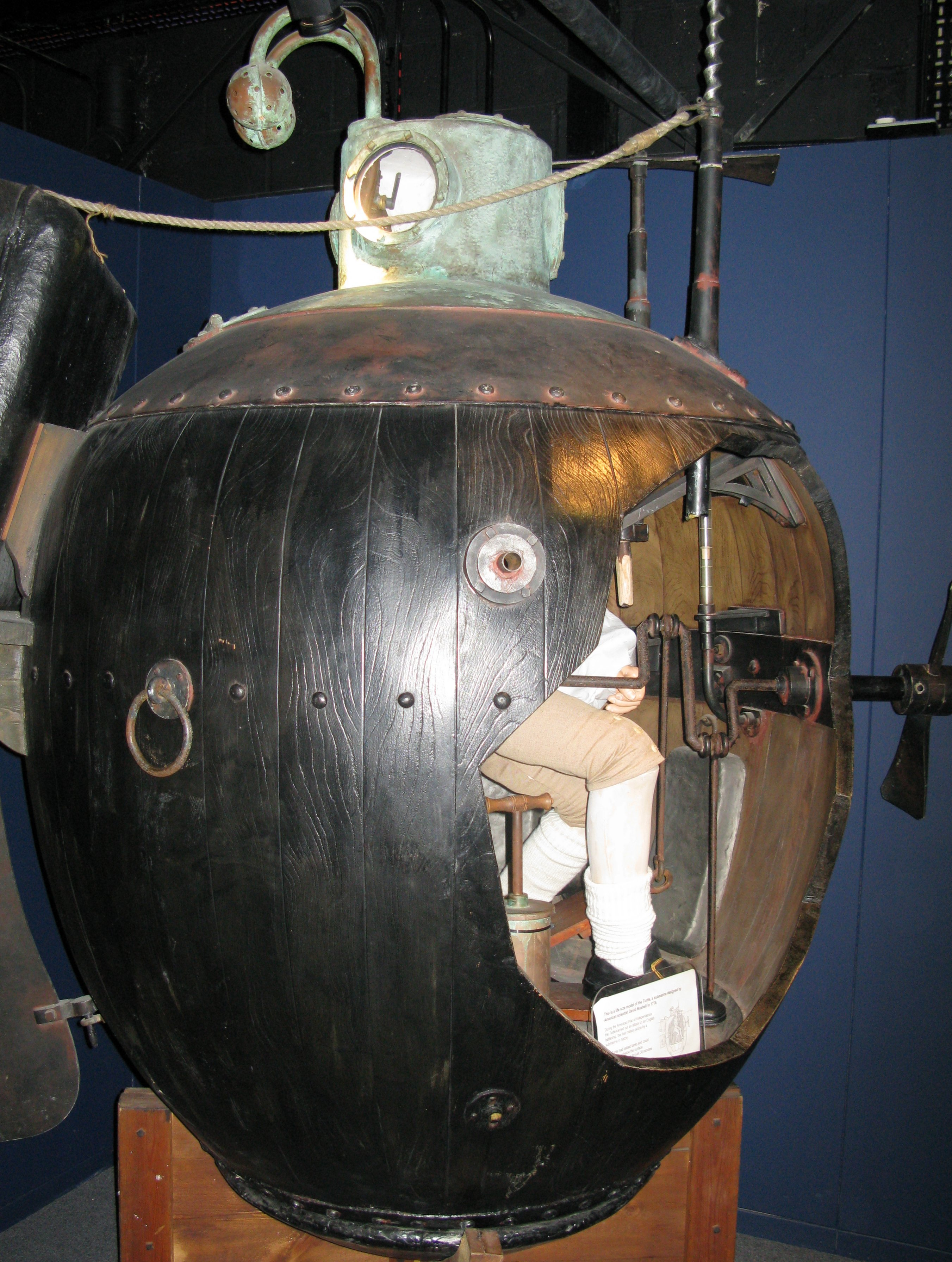

Cette méthode d'attaque « au contact » est assez similaire à celle utilisée par les nageurs de combat italiens qui coulèrent des cuirassés anglais à Alexandrie ou de l'attaque du cuirassé Tirpitz en Norvège par des sous-marins de poche britanniques pendant la Seconde Guerre mondiale.

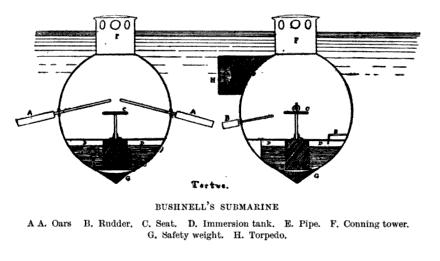
Schéma montrant l'avant et l'arrière du Turtle.

Six petites pièces de verre épais dans la partie supérieure du sous-marin apportent de la lumière naturelle. Les instruments internes ont de petits morceaux de champignons bioluminescents fixés aux aiguilles pour indiquer leur position dans l'obscurité. Au cours d'essais en novembre 1775, Bushnell découvre que cet éclairage s'affaiblit lorsque la température descend trop bas. Des demandes répétées ont été faites à Benjamin Franklin pour de possibles alternatives, mais sans résultat, et le Turtle fut mis de côté pour l'hiver.
Le concept de base de Bushnell inclut quelques éléments présents dans d'autres submersibles expérimentaux antérieurs. La méthode de remontée et de descente est similaire à celle développée par Nathaniel Simons en 1729, et les joints utilisés pour rendre les connexions étanches autour des connexions entre les commandes internes et externes peuvent également venir de Simons, qui construisit un submersible basé sur une idée du XVIIe siècle de l'Italien Giovanni Alfonso Borelli.

## Préparatifs

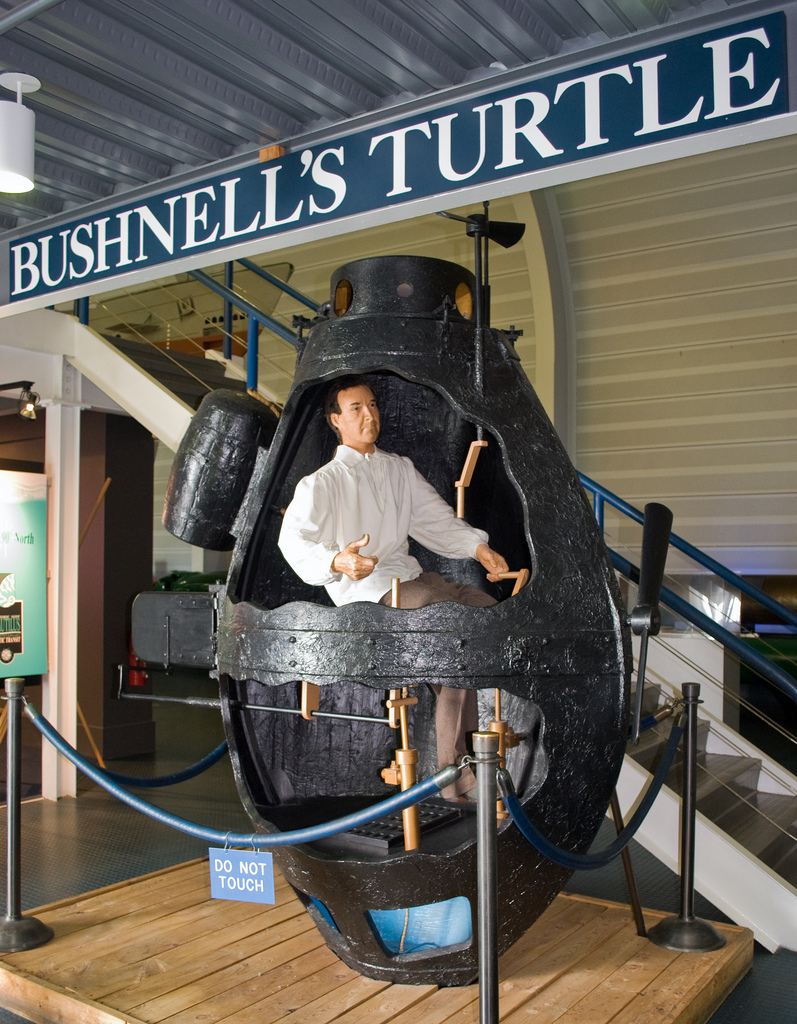

David Bushnell devra modifier de nombreux détails sur son submersible au cours d'une période d'essais où son frère Ezra sert de « Pilote d'essai » , d'abord à Ayres point dans le Connecticut, puis dans le détroit de Long Island. Ezra Bushnell étant tombé malade, trois autres volontaires s'entraînent avec le sous-marin. C'est finalement le sergent Ezra Lee (en) qui sera retenu, notamment en raison de ces capacités physiques (propulser le sous marin exige un opérateur athlétique et endurant). Malgré les précautions de David Bushnell, le secret est éventé par un espion pro-anglais au service du député loyaliste James Duane.
Le 27 août, les forces britanniques s'emparent de la partie ouest de Long Island et entament un blocus du port de New York. Le sous-marin est alors évacué par voie de terre et remis à l'eau dans le fleuve Hudson, près de New Rochelle près de New York.
Le général Washington ayant autorisé une expédition du Turtle dans le port de New York le 6 septembre à 23h00 l’un des volontaires, le sergent Ezra Lee, sort le Turtle pour tenter une attaque contre le navire amiral HMS Eagle (en) de la Royal Navy, vaisseau de 74 canons de l’amiral Richard Howe amarré au large de Liberty Island et Governors Island .

## Attaque duEagle

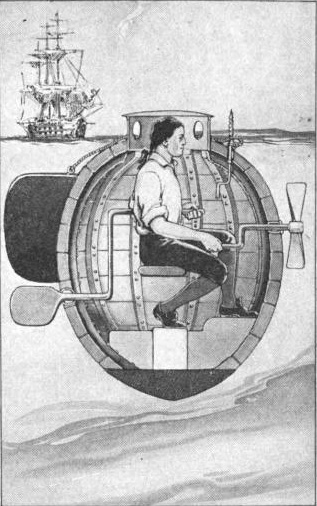

D'après le récit laissé par Ezra Lee, il fut remorqué par deux baleinières à avirons qui s'approchèrent « aussi près qu'ils l'osèrent » du navire amiral anglais. Malheureusement l'opération avait été mal minutée par rapport à l'étale de la marée et Lee dut s'épuiser pendant deux heures et demie (il disposait d'un sablier d'une demi-heure) en faisant du sur-place pour étaler le courant de marée. Lorsqu'enfin il put plonger sous le HMS Eagle il était pressé par le temps (l'aube approchait) et très fatigué. Il essaya de faire pénétrer la tarière dans le bois de l'étambot, près du gouvernail, mais n'y parvint pas et pensa avoir rencontré une ferrure ou peut-être le doublage en tôles de cuivre (relative nouveauté pour l'époque) qui servait d'antifouling sur les vaisseaux de ligne du XVIIIe siècle. Il tenta alors de changer d'emplacement mais fut repéré par les vigies anglaises qui mirent une embarcation à l'eau alors que le jour commençait à poindre.

Il fut alors contraint de fuir et largua la mine « espérant que ses poursuivants s'intéresseraient à elle et seraient réduits en miettes ». Les Anglais se tinrent à distance prudente de la mine, qui explosa bel et bien tandis que Lee parvenait à ramener son sous-marin vers des eaux moins hostiles.

## Postérité
L'élément de surprise étant désormais perdu, et bien qu'une autre tentative ait été faite, sans succès, Bushnell se tourna vers la réalisation de mines navales dormantes qui ne nécessitaient pas l'attaque active avec un sous marin. Ces mines eurent un certain succès durant la Guerre d'Indépendance américaine et ont été constamment perfectionnées jusqu'à nos jours.

Toutefois l'épisode de La Tortue de Bushnell avait montré que l'attaque sous-marine était une très réelle potentialité. Lors des guerres napoléoniennes, l'ingénieur américain Robert Fulton réalisa pour Napoléon Ier un sous-marin plus perfectionné, le Nautilus de 1800, premier du nom, nettement plus efficace mais qui se heurta à l'efficacité de l'espionnage britannique et à l'opposition plus ou moins larvée du Ministre de la Marine Denis Decrès.

## Répliques de musées
Quelques répliques sont exposées dans divers musées du monde, dont :    
- au Connecticut River Museum (en)
- au Submarine Force Library and Museum à Groton dans le Connecticut.
- au Royal Navy Submarine Museum de Grande-Bretagne.
- au musée océanographique de Monaco.